# Euthyprosopiella mendocina
Euthyprosopiella mendocina är en tvåvingeart som beskrevs av Blanchard 1963. Euthyprosopiella mendocina ingår i släktet Euthyprosopiella och familjen parasitflugor. Inga underarter finns listade i Catalogue of Life.